# Menispermaceae
Famille
Classification APG III (2009)
Les Menispermaceae (ou Ménispermacées) sont famille de plantes à fleurs dicotylédones de l'ordre des Ranunculales. Selon Watson & Dallwitz, elle comprend 520 espèces réparties en 75 genres.
Ce sont, pour la plupart, des lianes ou des arbustes rampants des régions tempérées chaudes à tropicales.
Dans les genres Menispermum et Cocculus, on rencontre des espèces utilisées comme plantes ornementales.

Dans les genres Stephania et Sinomenium (en), on rencontre des espèces utilisées en médecine traditionnelle chinoise.

## Étymologie
Le nom vient du genre Menispermum dérivé du grec μενε / mene, la lune, et σπέρμα / sperma, graines, en référence à la forme incurvée des graines.

## Liste des genres
Selon NCBI (23 avr. 2010) :
- Abuta
- Albertisia
- Anamirta
- Anisocycla
- Anomospermum
- Antizoma
- Arcangelisia
- Aspidocarya
- Beirnaertia
- Borismene
- Burasaia
- Calycocarpum
- Carronia
- Caryomene
- Chasmanthera
- Chondrodendron
- Cissampelos
- Cocculus
- Coscinium
- Curarea
- Cyclea
- Dioscoreophyllum
- Diploclisia
- Disciphania
- Elephantomene
- Fibraurea
- Haematocarpus
- Hyperbaena
- Hypserpa
- Jateorhiza
- Kolobopetalum
- Legnephora
- Leptoterantha
- Limacia
- Menispermum
- Odontocarya
- Orthogynium
- Orthomene
- Pachygone
- Parabaena
- Parapachygone
- Penianthus
- Pericampylus
- Pycnarrhena
- Rhaptonema
- Rhigiocarya
- Sarcopetalum
- Sciadotenia
- Sinomenium
- Sphenocentrum
- Stephania
- Strychnopsis
- Syntriandrium
- Telitoxicum
- Tiliacora
- Tinospora
- Triclisia

Selon Angiosperm Phylogeny Website (19 mai 2010) :
- Abuta
- Albertisia
- Anamirta
- Anisocycla
- Anomospermum
- Antizoma
- Arcangelisia
- Aspidocarya
- Beirnaertia
- Borismene
- Burasaia
- Calycocarpum
- Carronia
- Caryomene
- Chasmanthera
- Chlaenandra
- Chondrodendron
- Cionomene
- Cissampelos
- Cocculus
- Coscinium
- Curarea
- Cyclea
- Dialytheca
- Dioscoreophyllum
- Diploclisia
- Disciphania
- Echinostephia
- Elephantomene
- Eleutharrhena
- Fibraurea
- Haematocarpus
- Hyperbaena
- Hypserpa
- Jateorhiza
- Kolobopetalum
- Legnephora
- Leptoterantha
- Limacia
- Limaciopsis
- Macrococculus
- Menispermum
- Odontocarya
- Orthogynium
- Orthomene
- Pachygone
- Parabaena
- Parapachygone
- Penianthus
- Pericampylus
- Platytinospora
- Pleogyne
- Pycnarrhena
- Rhaptonema
- Rhigiocarya
- Sarcolophium
- Sarcopetalum
- Sciadotenia
- Sinomenium
- Sphenocentrum
- Spirospermum
- Stephania
- Strychnopsis
- Synandropus
- Synclisia
- Syntriandrium
- Syrrheonema
- Telitoxicum
- Tiliacora
- Tinomiscium
- Tinospora
- Triclisia
- Ungulipetalum

Selon DELTA Angio (23 avr. 2010) :
- Abuta
- Albertisia
- Anamirta
- Anisocycla
- Anomospermum
- Antizoma
- Arcangelisia
- Aspidocarya
- Beirnaertia
- Borismene
- Burasaia
- Calycocarpum
- Carronia
- Caryomene
- Chasmanthera
- Chlaenandra
- Chondrodendron
- Cionomene
- Cissampelos
- Cocculus
- Coscinium
- Curarea
- Cyclea
- Dialytheca
- Dioscoreophyllum
- Diploclisia
- Disciphania
- Elephantomene
- Eleutharrhena
- Fibraurea
- Haematocarpus
- Hyperbaena
- Hypserpa
- Jateorhiza
- Kolobopetalum
- Legnephora
- Leptoterantha
- Limacia
- Limaciopsis
- Macrococculus
- Menispermum
- Odontocarya
- Orthogynium
- Orthomene
- Pachygone
- Parabaena
- Penianthus
- Pericampylus
- Platytinospora
- Pleogyne
- Pycnarrhena
- Rhaptonema
- Rhigiocarya
- Sarcolophium
- Sarcopetalum
- Sciadotenia
- Sinomenium
- Sphenocentrum
- Spirospermum
- Stephania
- Strychnopsis
- Synandropus
- Synclisia
- Syntriandrum
- Syrrheonema
- Telitoxicum
- Tiliacora
- Tinomiscium
- Tinospora
- Triclisia
- Ungulipetalum

Selon ITIS (23 avr. 2010) :
- Calycocarpum  (Nutt.) Spach
- Chondrodendron  Ruiz & Pavon
- Cissampelos  L.
- Cocculus  DC.
- Dioscoreophyllum  Engler
- Fibraurea  Lour.
- Hyperbaena  Miers ex Benth.
- Jateorhiza  Miers
- Menispermum  L.

Selon [réf. nécessaire] :
- Abuta
- Albertisia
- Anamirta
- Anisocycla
- Anomospermum
- Antizoma
- Arcangelisia
- Aspidocarya
- Beirnaertia
- Borismene
- Burasaia
- Calycocarpum
- Carronia
- Caryomene
- Chasmanthera
- Chlaenandra
- Chondrodendron
- Cionomene
- Cissampelos
- Cocculus
- Coscinium
- Curarea
- Cyclea
- Dialytheca
- Dioscoreophyllum
- Diploclisia
- Disciphania
- Elephantomene
- Eleutharrhena
- Fibraurea
- Haematocarpus
- Hyperbaena
- Hypserpa
- Jateorhiza
- Kolobopetalum
- Legnephora
- Leptoterantha
- Limacia
- Limaciopsis
- Macrococculus
- Menispermum
- Odontocarya
- Orthogynium
- Orthomene
- Pachygone
- Parabaena
- Penianthus
- Pericampylus
- Platytinospora
- Pleogyne
- Pycnarrhena
- Rhaptonema
- Rhigiocarya
- Sarcolophium
- Sarcopetalum
- Sciadotenia
- Sinomenium
- Sphenocentrum
- Spirospermum
- Stephania
- Strychnopsis
- Synandropus
- Synclisia
- Syntriandrum
- Syrrheonema
- Telitoxicum
- Tiliacora
- Tinomiscium
- Tinospora
- Triclisia
- Ungulipetalum